# Harry John Lawson

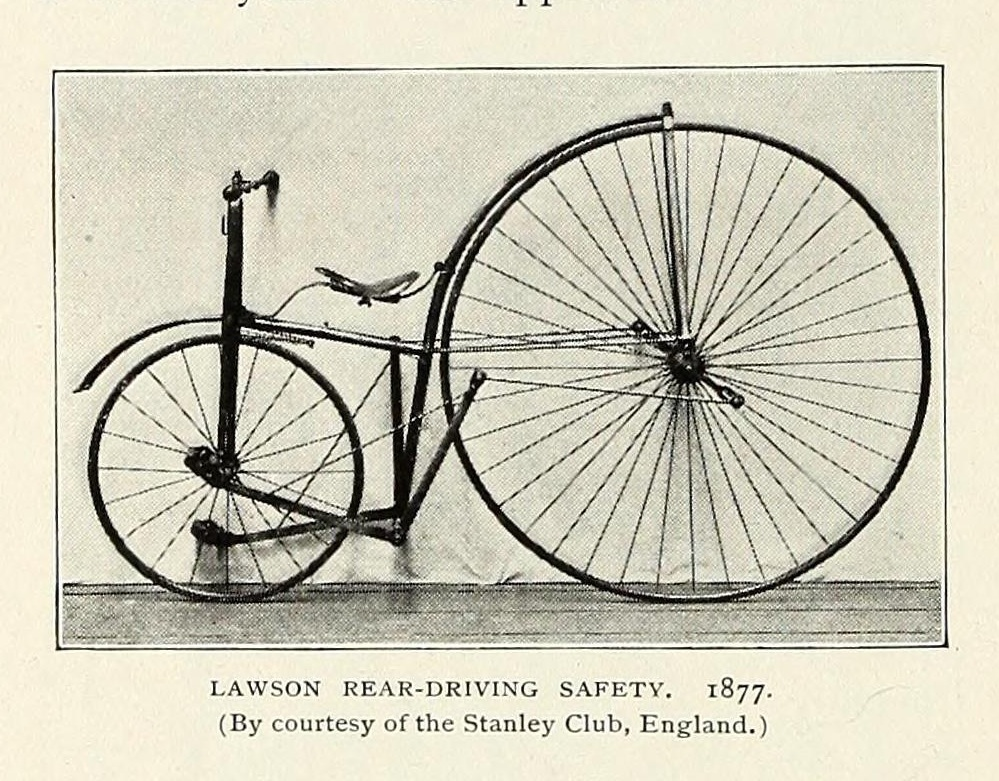
Biciclo Lawson de seguridad, con tracción trasera (1877)

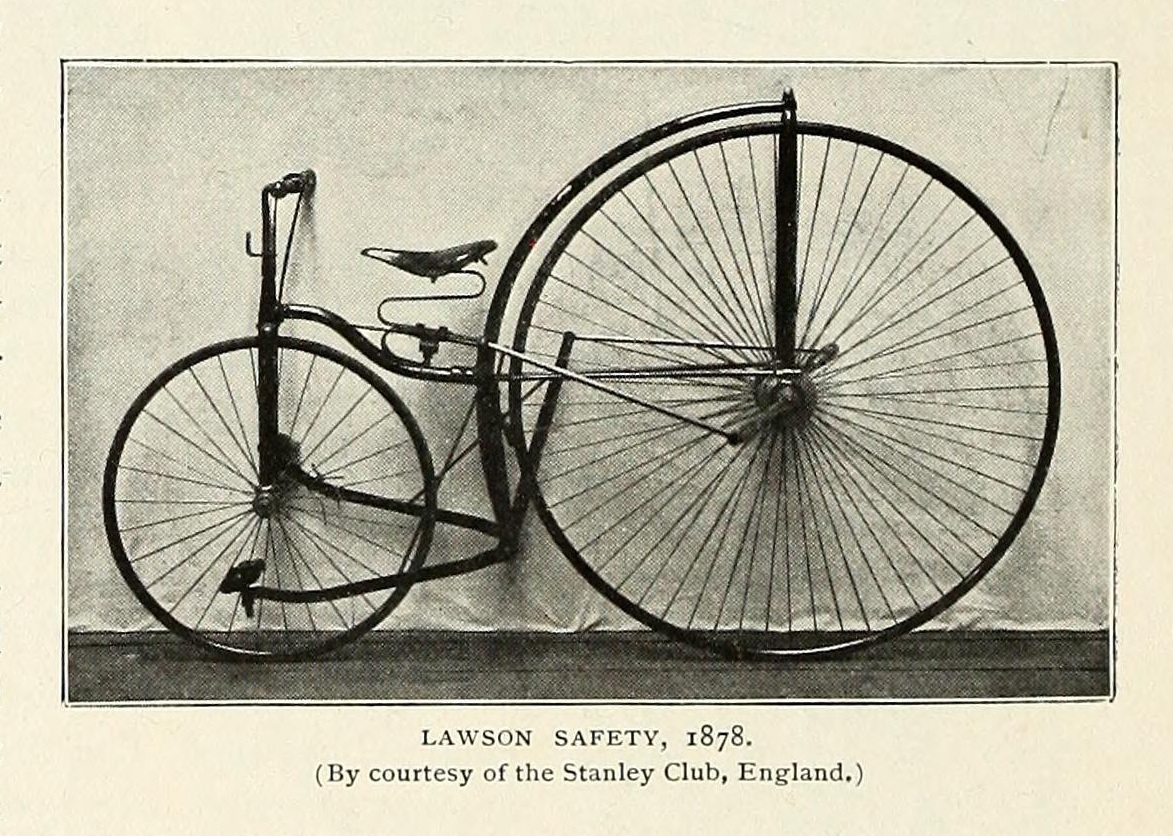
Biciclo Lawson de seguridad (1878)

La bicicleta Lawson (1879)

Henry John Lawson (también citado como Harry Lawson) (23 de febrero de 1852– 12 de julio de 1925), fue un diseñador de bicicletas británico, pionero de la industria del motor y corredor ciclista,. También fue conocido por sus prácticas empresariales fraudulentas. En su intento de implantar y controlar la industria del motor británica, Lawson fundó la Daimler Motor Company en Londres en 1896, iniciando la fabricación con posterioridad en Coventry. Organizó en 1896 el certamen del Día de la Emancipación, una reunión automovilística conmemorada anualmente en la actualidad por la prueba Londres-Brighton, organizada con el mismo recorrido.

## Primeros años
Hijo de un tornero que trabajaba el bronce, Lawson diseñó varios tipos de bicicleta en los años '70. Su trabajo es descrito como el "primer diseño auténtico de bicicleta de seguridad que empleaba la tracción por cadena a la rueda trasera tal como se emplea hoy en día", y ha sido considerado junto con John Kemp Starley como el coinventor de la bicicleta moderna.

## Promotor del automóvil
Lawson vio grandes oportunidades en la creación de una industria automovilística del motor en Gran Bretaña, y buscó la manera de enriquecerse acumulando patentes importantes y fundando compañías fantasma.
En 1895, como uno de sus muchos intentos de promover la eliminación en el Parlamento del Locomotive Act (que obligaba a los automóviles a circular con un abanderado que los precedía), Lawson y Frederick Simms fundaron el Motor Club del Automóvil de Gran Bretaña.
Lawson y el Motor Club organizaron la primera carrera de Londres a Brighton, denominada la "Carrera de la Emancipación" (disputada por primera vez el 14 de noviembre de 1896) para celebrar la práctica supresión del Acta de la Bandera Roja, que hizo posible el inicio del desarrollo de la industria del motor en el Reino Unido.
Lawson intentó monopolizar la industria de automóvil británica a través de la adquisición de patentes extranjeras. Adquirió los derechos exclusivos para Gran Bretaña de la fabricación de los vehículos De Dion-Bouton y Bollée. Fundó una sucesión de compañías promocionales, incluyendo el Sindicato del Motor Británico (que no debe ser confundido con la "British Automobile Commercial Syndicate Limited"). Esta compañía fue en 1897 el primero de los muchos entramados empresariales de Lawson en colapsar. También fundó la Compañía del Motor Británica; la Compañía Británica del Motor de Tracción; la Gran Compañía de Transporte sin Caballos; la Compañía de Fabricación de Motores; y con E. J. Pennington, formó la Compañía Angloamericana de Vehículos Rápidos. Con su gran éxito, la Daimler Motor Company, compró los derechos de la compañía Gottlieb Daimler, que también se reorganizó en 1904. Después de una sucesión de fracasos empresariales, el Sindicato del Motor Británico fue reorganizado y rebautizado como la Compañía Británica del Motor de Tracción en 1901, siendo dirigida por Selwyn Edge.

## Problemas legales
Muchas de las patentes de Lawson no eran tan efectivas como había esperado, y a partir de 1901 una serie de casos legales erosionaron el valor bursátil de sus sociedades. La propiedad industrial de Lawson fue posteriormente limitada mediante los pleitos planteados por la Asociación del Automóvil Mutua Protectora. En 1904 fue juzgado por haber obteniendo fraudulentamente dinero de sus accionistas, y declarado culpable, fue condenado a un año de trabajos forzados.
En 1908 Lawson había quedado completamente fuera de la industria del automóvil, desapareciendo de la vida pública durante algunos años.
Reapareció como director de la Compañía de Fabricación de Aeronaves Blériot, la rama inglesa de la compañía de aeronaves francesa Louis Blériot. Lawson había adquirido en secreto el control de la compañía justo antes de que se realizara una suscripción pública para ayudar a sostener su esfuerzo de guerra, pero la compañía británica ya había roto su contrato con Blériot. Cuando estos hechos salieron a la luz pública, la compañía había sido liquidada, y su director fue encontrado culpable de fraude y comportamiento deshonesto.
Retirado de nuevo de la vida pública, murió en su casa de Harrow, Londres, en 1925.

## Lecturas relacionadas
- Saul, S. B. (December 1962), «The Motor Industry in Britain to 1914», Business History (5): 22-38.

- Datos: Q8034931
- Multimedia: Henry John Lawson / Q8034931